# Virus de la encefalitis por garrapatas
El virus de la encefalitis por garrapatas (TBEV, tick-borne encephalitis-virus) es un virus ARN monocatenario positivo transmitido por garrapatas, del género Flavivirus, de la familia Flaviviridae, grupo IV orden sin clasificar, que causa la encefalitis transmitida por garrapatas.